# Perdita tropicalis
Perdita tropicalis là một loài Hymenoptera trong họ Andrenidae. Loài này được Cockerell mô tả khoa học năm 1912.